# (28393) 1999 RB12
1999 أر بي 12 (ويعرف أيضًا باسم (28393) 1999 أر بي 12 وفق تسمية الكوكب الصغير) (بالإنجليزية: 1999 RB12)‏ هو كويكب ضمن حزام الكويكبات؛ وترتيبه 28393 من حيث الاكتشاف.
اكتُشف هذا الجُرم الفلكي بواسطة بحث لنكولن عن الكويكبات القريبة من الأرض في 7 سبتمبر 1999.

## وصلات خارجية
- (28393) 1999 RB12 في قاعدة بيانات مختبر الدفع النفاث لأجرام النظام الشمسي الصغيرة

- الاكتشاف · مخطط المدار ·  العناصر المدارية · المعلمات المادية

- (28393) 1999 RB12 على موقع ويكي سكاي: DSS2, SDSS, GALEX, IRAS, Hydrogen α, X-Ray, Astrophoto, Sky Map, Articles and images